# Vincent Franklin
Vincent Franklin (Yorkshire, 3 novembre 1966) è un attore britannico.

## Biografia
Franklin ha studiato dal 1988 al 1990 alla Bristol Old Vic Theatre School. È noto soprattutto per i suoi ruoli comici in serie televisive. I suoi ruoli principali sono quelli del PR Stewart Pearson in The Thick of It, del direttore Nick Jowitt in Twenty Twelve e di Henry Best in Cucumber.
Tra le altre sue apparizioni televisive vi sono quelle nelle serie televisive The Office, Doc Martin, Five Days, Being Human, Grandma's House, Banana, Jonathan Strange & Mr Norrell e Happy Valley.
Franklin è apparso anche in diversi film cinematografici, tra cui Topsy-Turvy - Sotto-sopra (1999), The Bourne Identity (2002), Il segreto di Vera Drake (2004), The Illusionist - L'illusionista (2006), Bright Star (2009), Turner e Posh (2014). Ha inoltre fondato Quietroom, un'azienda di consulenza di comunicazione.

## Filmografia

### Cinema
- The Woodlanders, regia di Phil Agland (1997)
- Topsy-Turvy - Sotto-sopra (Topsy-Turvy), regia di Mike Leigh (1999)
- La vera storia di Jack lo squartatore - From Hell (From Hell), regia di Albert Hughes, Allen Hughes (2001)
- The Bourne Identity, regia di Doug Liman (2002)
- Il segreto di Vera Drake (Vera Drake), regia di Mike Leigh (2004)
- The Illusionist - L'illusionista (The Illusionist), regia di Neil Burger (2006)
- Confetti, regia di Debbie Isitt (2006)
- Jam, regia di Angelo Abela (2006)
- Bright Star, regia di Jane Campion (2009)
- Turner (Mr. Turner), regia di Mike Leigh (2014)
- Posh (The Riot Club), regia di Lone Scherfig (2014)
- Peterloo, regia di Mike Leigh (2018)
- Yesterday, regia di Danny Boyle (2019)
- Censor, regia di Prano Bailey-Bond (2021)

### Televisione
- Sharman - serie TV, 1 episodio (1996)
- Kavanagh QC - serie TV, 1 episodio (1998)
- Berkeley Square - miniserie TV, 1 puntata (1998)
- Alexei Sayle's Merry-Go-Round - serie TV, 1 episodio (1998)
- People Like Us - serie TV, 1 episodio (2001)
- The Office - serie TV, 1 episodio (2001)
- The Infinite Worlds of H.G. Wells - miniserie TV (2001)
- Sir Gadabout, the Worst Knight in the Land - serie TV (2002)
- Shoreditch Twat, regia di Otto Bathurst - film TV (2002)
- Thursday the 12th, regia di Charles Beeson - film TV (2003)
- Wild West - serie TV, 1 episodio (2004)
- The Worst Week of My Life - serie TV, 1 episodio (2004)
- Casualty - serie TV, 2 episodi (2000-2004)
- A Line in the Sand, regia di James Hawes - film TV (2004)
- EastEnders - serial TV, 1 puntata (2004)
- Doc Martin - serie TV, 3 episodi (2004-2011)
- Casanova - miniserie TV, 1 puntata (2005)
- Hustle - I signori della truffa (Hustle) - serie TV, 1 episodio (2005)
- The Virgin Queen - miniserie TV, 1 puntata (2006)
- Holby City - serie TV, 1 episodio (2006)
- Dead Clever: The Life and Crimes of Julie Bottomley, regia di Dearbhla Walsh - film TV (2007)
- Five Days - serie TV, 2 episodi (2007)
- Doctors - serial TV, 1 puntata (2007)
- Metropolitan Police - serie TV, 2 episodi (1995-2007)
- The Life and Times of Vivienne Vyle - serie TV, 1 episodio (2007)
- Oliver Twist - miniserie TV (2007)
- Lead Balloon - serie TV, 1 episodio (2007)
- The Thick of It - serie TV, 10 episodi (2007-2012)
- Never Better - serie TV, 1 episodio (2008)
- Fairy Tales - miniserie TV, 1 puntata (2008)
- No Holds Bard, regia di Brian Kelly - film TV (2009)
- Being Human - serie TV, 1 episodio (2010)
- Twenty Twelve - serie TV, 12 episodi (2011-2012)
- Grandma's House - serie TV, 2 episodi (2012)
- The Wrong Mans - miniserie TV, 1 puntata (2013)
- That Day We Sang, regia di Victoria Wood - film TV (2014)
- Banana - serie TV, 4 episodi (2015)
- Cucumber - serie TV, 8 episodi (2015)
- Jonathan Strange & Mr Norrell - miniserie TV, 7 episodi (2015)
- That Day We Sang, regia di Victoria Wood - film TV (2015)
- Bugsplat!, regia di Guy Jenkin - film TV (2015)
- Happy Valley - serie TV, 9 episodi (2016-2023)
- Gentleman Jack - Nessuna mi ha mai detto di no (Gentleman Jack) – serie TV, 7 episodi (2019-2022)

## Doppiatori italiani
Nelle versioni in italiano delle opere in cui ha recitato, Vincent Franklin è stato doppiato da:
- Oreste Baldini in Bodyguard
- Enrico Pallini in Happy Valley (st. 3)
- Enzo Avolio in Confetti
- Raffaele Palmieri in Doc Martin
- Massimo Lopez in Yesterday
- Gerolamo Alchieri in Gentleman Jack - Nessuna mi ha mai detto di no
- Gaetano Lizzio in Bright Star
- Franco Mannella in Peterloo
- Andrea De Nisco in Censor